# Nongda-universitetet
Nongda-universitetet (kinesiska: 农大?, pinyin: nóng dà), eller Kinas Jordbruksuniversitet (officiellt engelskt namn: China Agricultural University , kinesiska: 中国农业大学, pinyin: zhōngguó nóngyè dàxué), är ett universitet i Peking, Kina. Dess huvudinriktning är högre studier inom agronomi, men universitetet tillhandahåller dessutom utbildningar inom flera natur- och samhällsvetenskapliga ämnen.
Universitetet 15 891 inskrivna studenter och 5 420 doktorander. Till detta kommer ett antal som studerar på distans. Med dessa inräknade finns det totalt 35 093 studenter och doktorander. 1 398 lärare arbetar på universitetet, varav 351 professorer.
Ordförande för universitetet är Chen Zhangliang, ordförande för universitetsrådet är Qu Zhenyuan. Universitetet lyder direkt under Kinas Utbildningsministerium.
Till OS 2008 byggdes en ny idrottshall på universitetsområdet, Nongda-hallen, där tävlingarna i brottning hölls.

## Historik
En skola för högre studier inom jordbruk (engelskt namn: College of Agriculture) grundades 1905 på dåvarande Jing Shi Da Xue Tang, där ett universitet låg under Qingdynastin  och det nuvarande Pekinguniversitetet ligger. I september 1949 öppnades Pekings Jordbruksuniversitet (engelskt namn: Beijing Agricultural University), vilket var en sammanslagning av denna skola med institutionerna för agronomi hos Pekinguniversitetet, Tsinghua-universitetet och Norra Kinas Universitet.
Under 1952 och 1953 slogs dess mekaniska institution ihop med ett par skolor för högre studier inom mekaniserat jordbruk, och formade Pekings Mekaniserade Jordbruksinstitut (engelska: Beijing Agricultural Mechanization Institute, från 1985 Beijing Agricultural Engineering University). Nongda-universitetet bildades när detta och Pekings Jordbruksuniversitet slogs samman 1995.

## Ämnesområden
Jordbruk står i centrum för utbildningen, men det finns kurser i bland annat datavetenskap, jordbruksrelaterad teknologi, företagsekonomi och samhällsvetenskap. Universitetet har 13 institutioner fördelade på följande ämneskategorier:
- Agronomi
- Teknologi
- Naturvetenskap
- Ekonomi
- Juridik
- Litteratur
- Medicinsk vetenskap
- Filosofi

Det finns dessutom möjligheter för fortsatt utbildning och forskning efter examen.

### Fotnoter
1. ↑  Svenskt namn enligt TT-språket. ”Andra språk // Kinesiska namn - OS-arenor” (HTML). http://www.tt.se/ttsprak/skrivregler/searchResultViewResult.aspx?chapter=12&page=9&xml=ttspraket.xml&template=ttspraket.inc&section=2&search=olympiska. Läst 1 oktober 2008.[död länk]
2. 1 2 3 4  Office of International Relations. ”China Agricultural University: An Overview” (på engelska). China Agricultural University. Arkiverad från originalet den 23 februari 2007. https://web.archive.org/web/20070223074323/http://www.cau.edu.cn/cie/en/aboutus/index_cau.htm. Läst 1 oktober 2008.
3. ↑  nuffic neso china (4 september 2007). ”China Agricultural University” (på engelska). http://neso.nuffic.nl/china/dutch-students/chinese-education-system/institutions/china-agricultural-university. Läst 1 oktober 2008.[död länk]